# 日本国憲法第72条
日本国憲法 第72条（にほんこく（にっぽんこく）けんぽう だい72じょう）は、日本国憲法の第5章「内閣」にある条文で、内閣総理大臣の職務について規定する。

## 条文
日本国憲法、e-Gov法令検索。

第七十二条内閣総理大臣は、内閣を代表して議案を国会に提出し、一般国務及び外交関係について国会に報告し、並びに行政各部を指揮監督する。

## 解説
「議案」には法律案も含まれると解されており、内閣は法律の発案権を有する（内閣提出法案）。憲法第41条との関係においては、議員内閣制の下では国会と内閣の協働が要請されており、国会は法律案を自由に修正・否決できることから違憲ではないとされる。
憲法改正の発案権を内閣に認めることには肯定説と否定説があるが、内閣は実際には議員資格をもつ国務大臣その他の議員を通じて原案提出することができるので、憲法改正の内閣の発案権の有無を議論する実益は乏しいとされる。
明治憲法においては内閣総理大臣は「同輩中の首席」にすぎなかったが、日本国憲法は内閣総理大臣に首長の地位を認め、その裏付けとして本条文における権限を与えている。指揮監督権について、判例は閣議にかけて決定した方針が存在しない場合でも「少なくとも、内閣の明示の意思に反しない限り、行政各部に対し、随時、その所轄事務について一定の方向で処理するよう指導、助言等の指示を与える権限を有するもの」と解している（最大判平成七・二・二二刑集四九二号一頁）。（内閣法六条も参照）
また、内閣総理大臣は国務大臣の任免権も有する（憲法第68条）。

## 沿革

### 大日本帝国憲法
東京法律研究会 p.11

第五十五條
國務各大臣ハ天皇ヲ輔弼シ其ノ責ニ任ス
凡テ法律勅令其ノ他國務ニ關ル詔勅ハ國務大臣ノ副署ヲ要ス

### 憲法改正要綱
「憲法改正要綱」、国立国会図書館「日本国憲法の誕生」。

二十第五十五条第一項ノ規定ヲ改メ国務各大臣ハ天皇ヲ輔弼シ帝国議会ニ対シテ其ノ責ニ任スルモノトシ且軍ノ統帥ニ付亦同シキ旨ヲ明記スルコト
二十二国務各大臣ヲ以テ内閣ヲ組織スル旨及内閣ノ官制ハ法律ヲ以テ之ヲ定ムル旨ノ規定ヲ設クルコト

### GHQ草案
「GHQ草案」、国立国会図書館「日本国憲法の誕生」。

#### 日本語
第六十四条総理大臣ハ内閣ニ代リテ法律案ヲ提出シ一般国務及外交関係ヲ国会ニ報告シ並ニ行政府ノ各部及各支部ノ指揮及監督ヲ行フ

#### 英語
Article LXIV.The Prime Minister introduces bills on behalf of the Cabinet, reports to the Diet on general affairs of State and the status of foreign relations, and exercises control and supervision over the several executive departments and agencies.

### 憲法改正草案要綱
「憲法改正草案要綱」、国立国会図書館「日本国憲法の誕生」。

第六十八内閣総理大臣ハ内閣ヲ代表シテ法律案ヲ提出シ、一般国務及外交関係ノ状況ヲ国会ニ報告シ並ニ行政各部ヲ監視董督スルコト

### 憲法改正草案
「憲法改正草案」、国立国会図書館「日本国憲法の誕生」。

第六十八条内閣総理大臣は、内閣を代表して議案を国会に提出し、一般国務及び外交関係について国会に報告し、並びに行政各部を指揮監督する。

## 関連判例
- ロッキード事件（最高裁判例 平成7年2月22日）

## 先例
「議案」に憲法改正案や法律案をも含むかという議論があるが、内閣法制局はいずれも含むという解釈をとっている。